# Nils Quennerstedt (läkare)
Nils Johan Erik Quennerstedt, född 16 november 1910 i Solna, död 17 november 1986 i Saltsjöbaden, var en svensk barn- och ungdomspsykiater.  
Quennerstedt, som var son till civilingenjör Erik Quennerstedt och Eva Nordström, avlade examen vid Malmö handelsgymnasium 1930, studentexamen i Uppsala 1935, blev medicine kandidat vid Uppsala universitet 1938 och medicine licentiat där 1943. Han var underläkare och auskultant på Norrtulls barnsjukhus 1944–1945, vikarierande underläkare vid medicinska kliniken och polikliniken på Karolinska sjukhuset 1946–1947, underläkare på S:t Sigfrids och Beckomberga sjukhus 1944 och 1948–1950, vikarierande biträdande läkare vid Stockholms stads psykiatriska poliklinik 1948–1950, underläkare vid barnavdelningen på Gävle lasarett 1950–1951, vid barnavdelningen på Nyköpings lasarett 1951–1953, vikarierande läkare vid Stockholms stads central för psykisk barna- och ungdomsvård (PBU) 1953–1954, underläkare vid Nybodahemmet 1954–1957, läkare och föreståndare för barnhemmens rådgivningscentral vid  Stockholms stads psykiska barna- och ungdomsvård 1957–1967 och läkare vid skolhälsovården i Stockholm från 1967. Han var även läkare vid Konvalescenthemmet för Finlands barn i Saltsjöbaden 1944–1947, vid barnavårdscentraler och barnträdgårdar i Stockholm, Gävle och Nyköping och läkare vid alkoholundersökningar hos Stockholmspolisen 1948–1950. Nils Quennerstedt är gravsatt på Nacka norra kyrkogård.